# ぬいぐるみお泊まり会
- ぬいぐるみお泊まり会
- ぬいぐるみお泊り会
- ぬいぐるみおとまり会

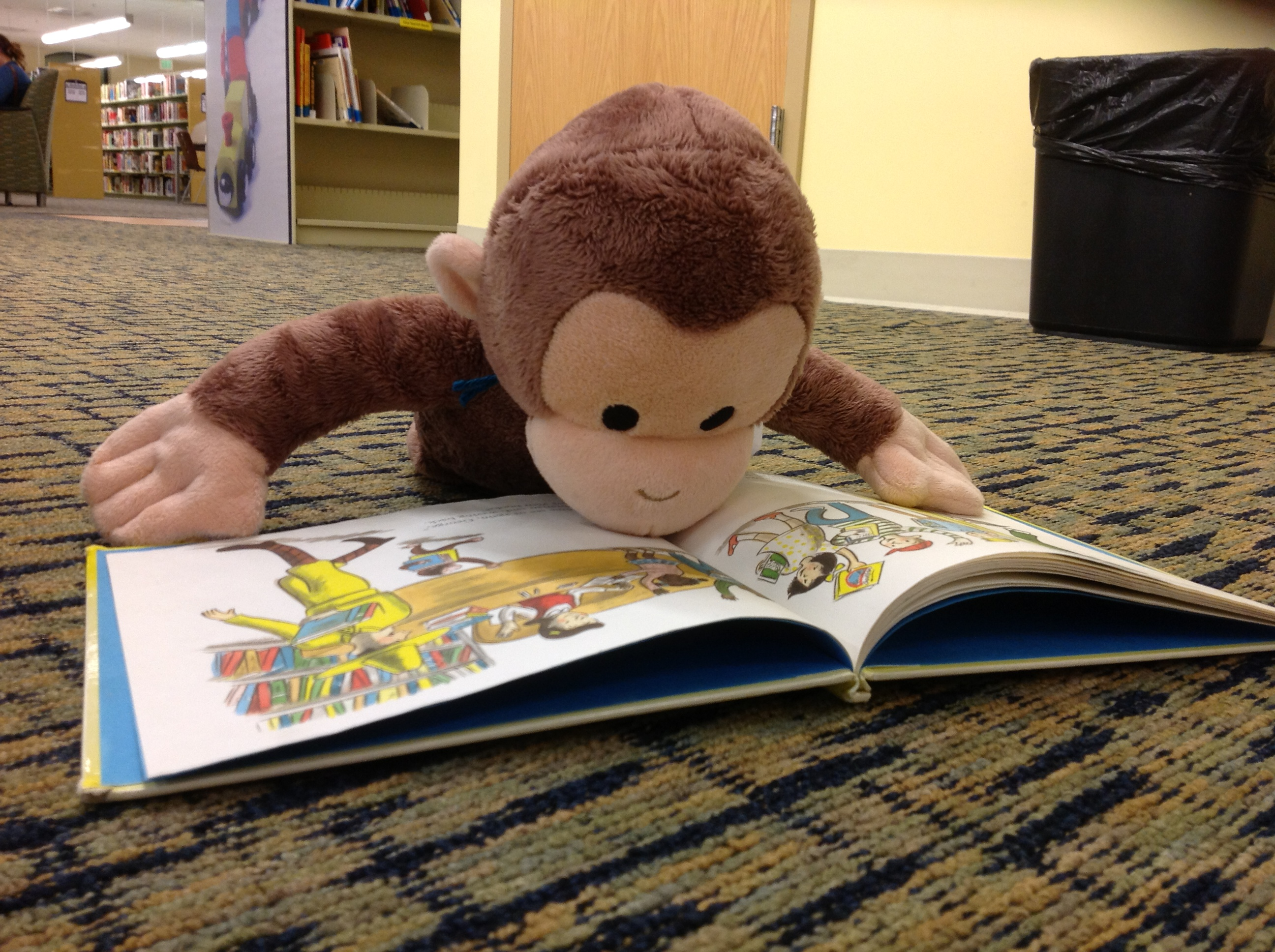
ぬいぐるみお泊まり会の一幕（アメリカ・ボルチモア郡公共図書館アービュタス分館）

ぬいぐるみお泊まり会（ぬいぐるみおとまりかい、英語: stuffed animal sleepover）は、公共図書館で開催されるイベントの1つ。一般に、子供たちがぬいぐるみを持って読み聞かせに参加した後、図書館にぬいぐるみを預け、預かった図書館員はぬいぐるみが読書する様子を写真に撮り、後日、ぬいぐるみを子供たちに返却するとともに、撮影した写真とおすすめの本を手渡す、という内容のイベントである。2007年にアメリカ合衆国で始まり、2010年代に日本各地の図書館に普及した。

## 歴史
子供と本を結び付ける図書館の行事としては、読み聞かせやストーリーテリング、ブックトークが一般的であったが、2000年を前後して、ビブリオバトル、読書通帳、図書館福袋など新たなイベントが企画・実行されるようになってきた。そのうちの1つに「ぬいぐるみお泊まり会」がある。
ぬいぐるみお泊まり会の発祥は、アメリカ合衆国・ペンシルベニア州の公共図書館であるとされ、2007年1月のことである。ただし、最初のぬいぐるみお泊まり会を報じた新聞記事には、昨夏の公共図書館のプログラムにヒントを得た、という旨が記載されており、類似したイベントが2006年にはすでに存在していた可能性がある。日本では、2010年9月に国立国会図書館が管理運営するメールマガジン「カレントアウェアネス-E」でアメリカの公共図書館のイベントとして紹介され、同年12月に宝塚市立西図書館と枚方市立津田図書館で相次いで開催された。2014年までに日本各地で開催される図書館イベントとなり、同年にはぬいぐるみお泊まり会を題材とした絵本が出版されるに至った。
2017年には、岡山大学大学院講師の岡崎善弘らの研究チームがぬいぐるみお泊まり会が子どもの読書活動に与える効果を検証した論文を発表した。同論文は、3 - 5歳の幼稚園児42人を対象にぬいぐるみお泊まり会を実施したところ、21人の子供たちがぬいぐるみに読み聞かせをする姿が観察され、能動的な読書活動が増えたとした。しかし、ぬいぐるみお泊まり会から3日後には読み聞かせをする子供が4人に減ってしまい、持続性に課題があることも分かった。

## 開催方法
まず、子供たちが、自身のお気に入りのぬいぐるみや人形を持参して図書館へ行く。宝塚市立西図書館で2010年12月に開催された際は事前予約が不要であったが、一般的には事前公募制で、先着順を採用する図書館が多い。ぬいぐるみと一緒に、おはなし会などの行事に参加した後、子供たちはぬいぐるみを寝かしつけて帰宅する。寝かしつける際に添い寝したり、退館時に名残惜そうな素振りをしたりする子供もいる。
子供たちが帰った後、図書館員は、ぬいぐるみにさまざまなポーズをとらせて、その様子をカメラで撮影する。ポーズの例として、ぬいぐるみに読書させたり、館内の設備で遊ばせたりすることが挙げられる。手足の短いぬいぐるみよりも、長いぬいぐるみの方がいろいろなポーズをとらせやすい。SNSやオンラインストレージを活用し、撮影した写真を即座に公開する図書館もある。
翌日、子供たちはぬいぐるみを迎えに再び図書館へ行く。子供たちはぬいぐるみと一緒に図書館員からぬいぐるみの写真を受け取り、図書館でのぬいぐるみの様子について聞く。この時、「ぬいぐるみが選んだ」という体で司書らが子供の年齢・性別に合わせて選書した絵本や児童書の貸し出しを合わせて行う。多くの子供たちは受け取った写真を見て喜び、写真に写っている場所を探し、追体験をする子供もいる。

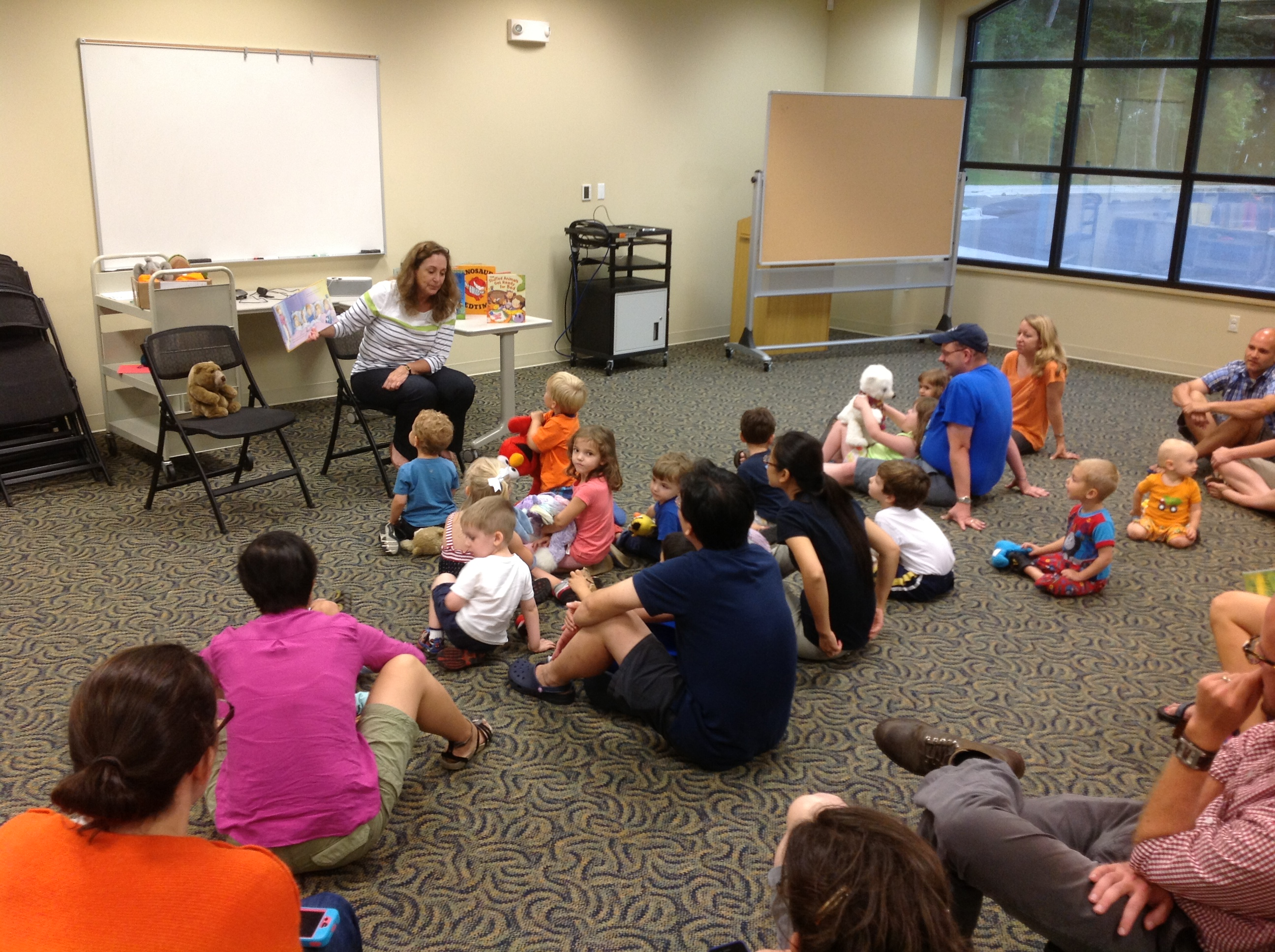
ぬいぐるみと一緒のおはなし会
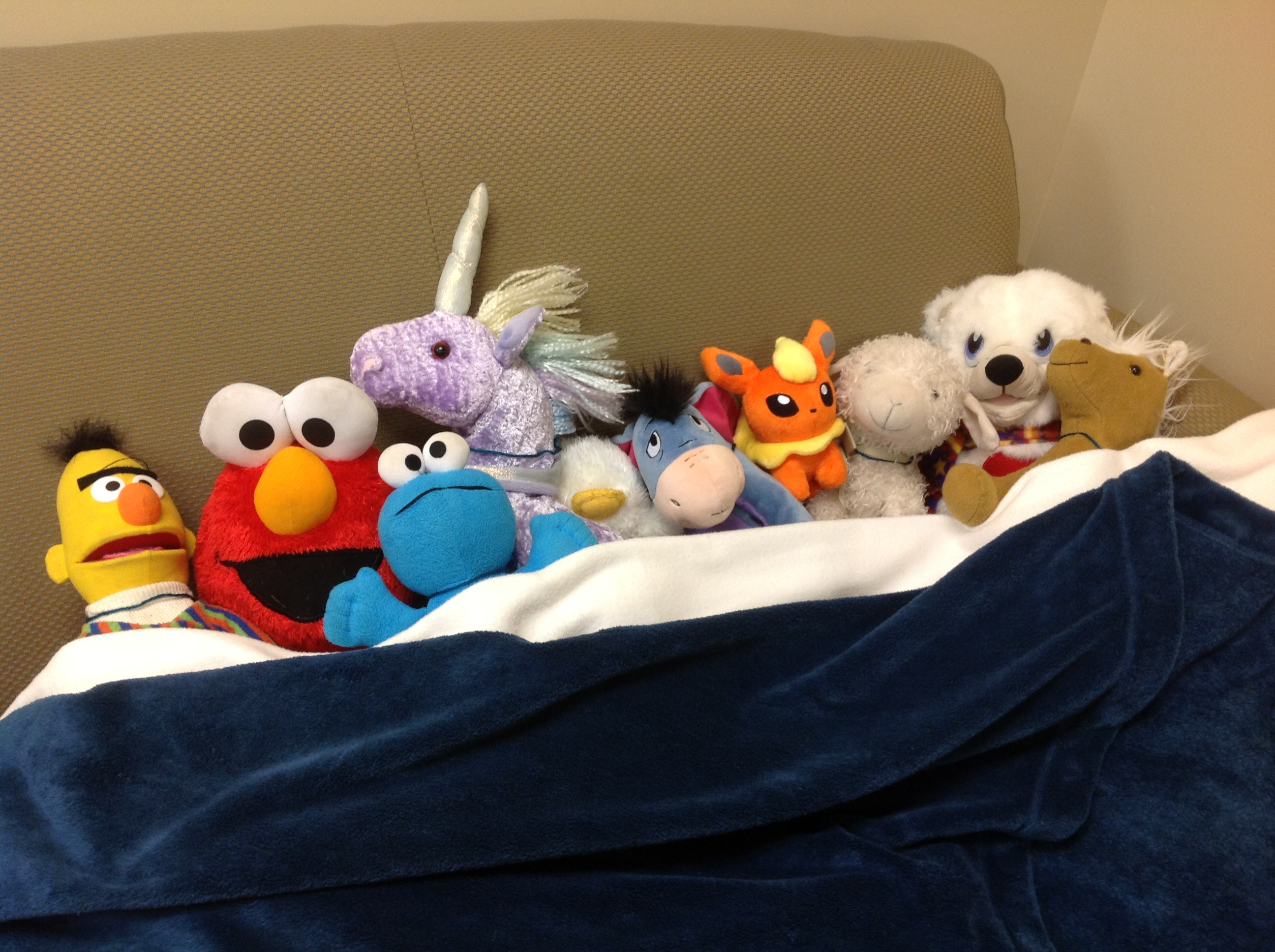
就寝
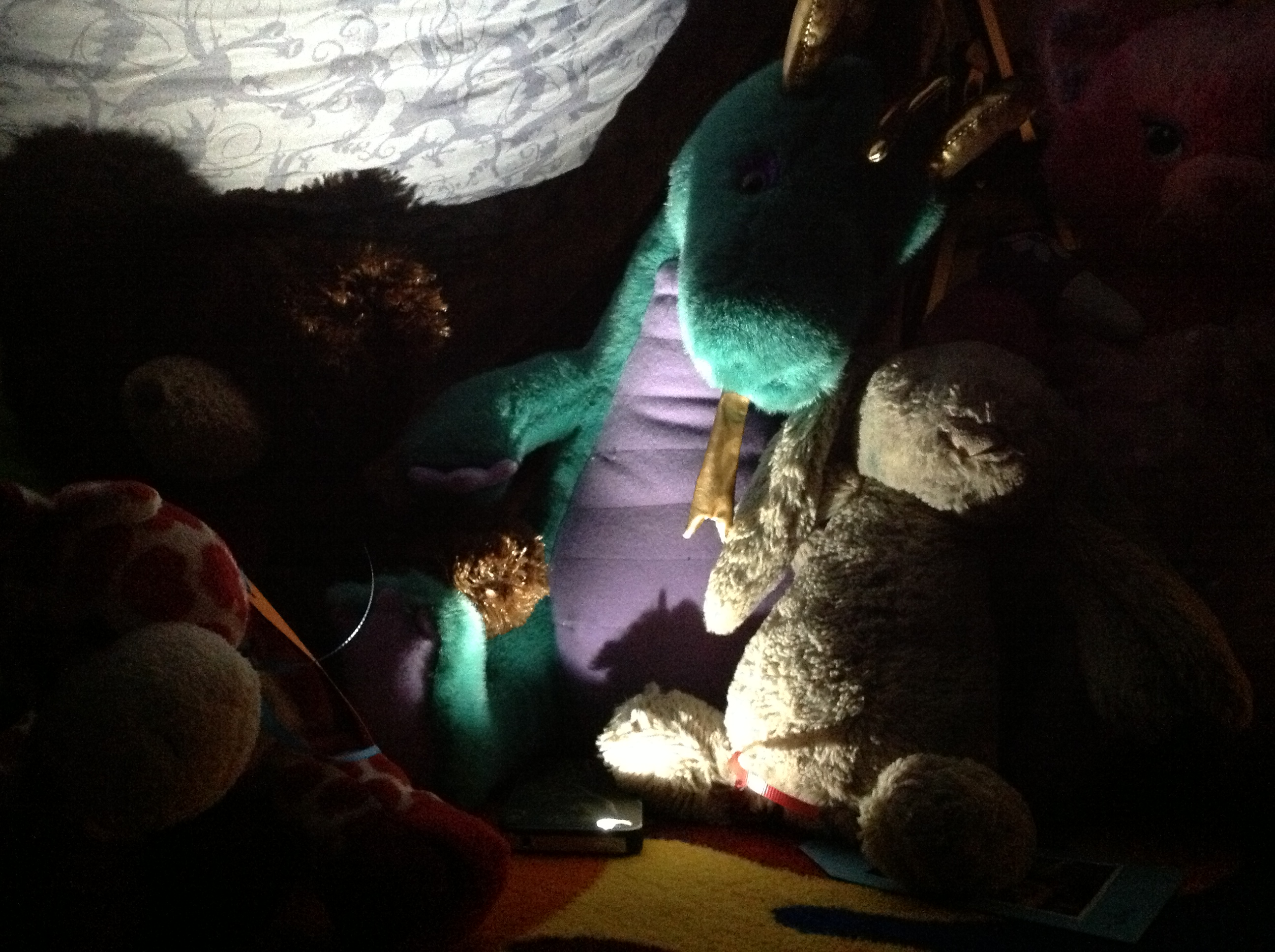
夜中に起き出す
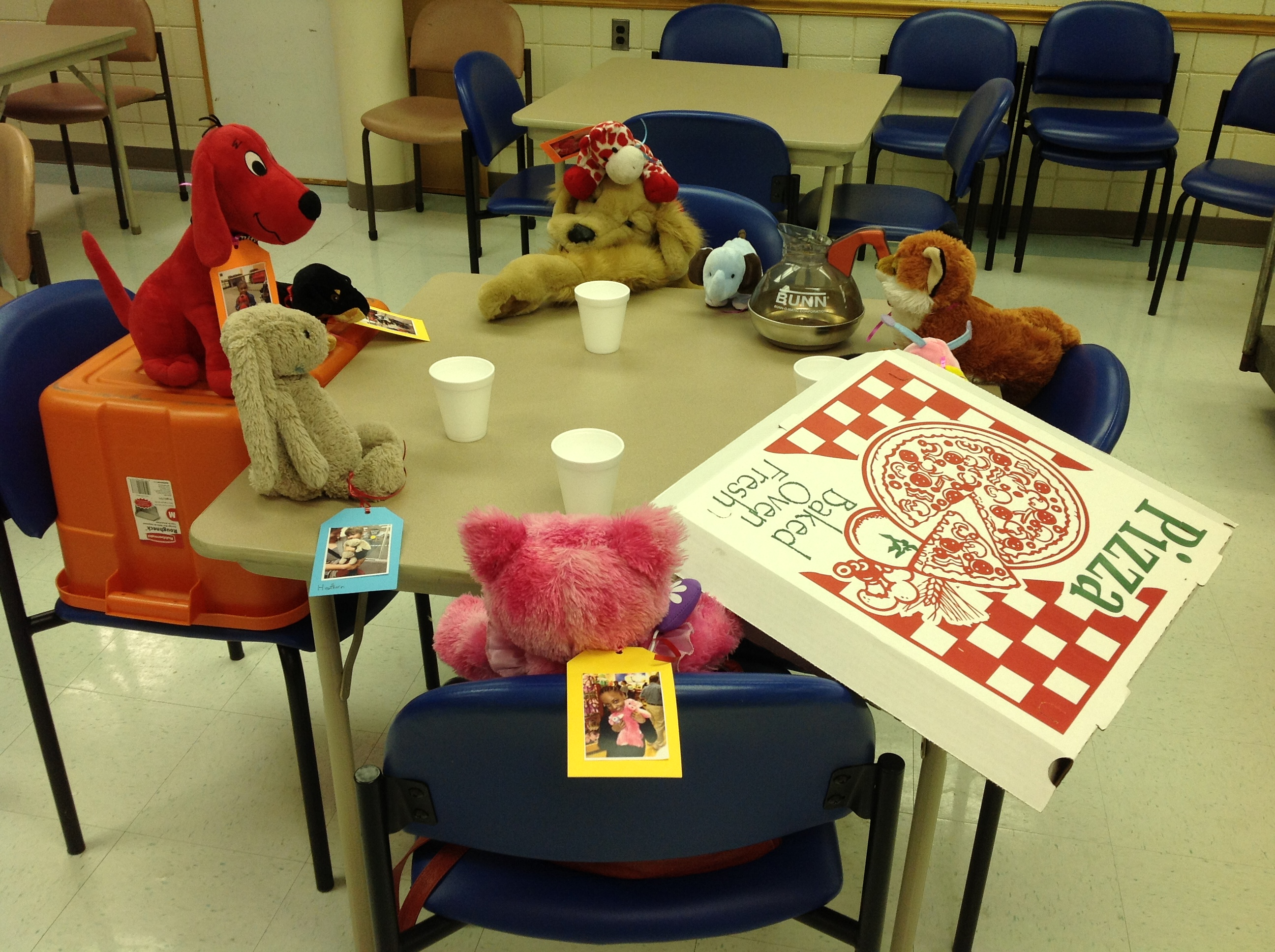
夜のパーティー
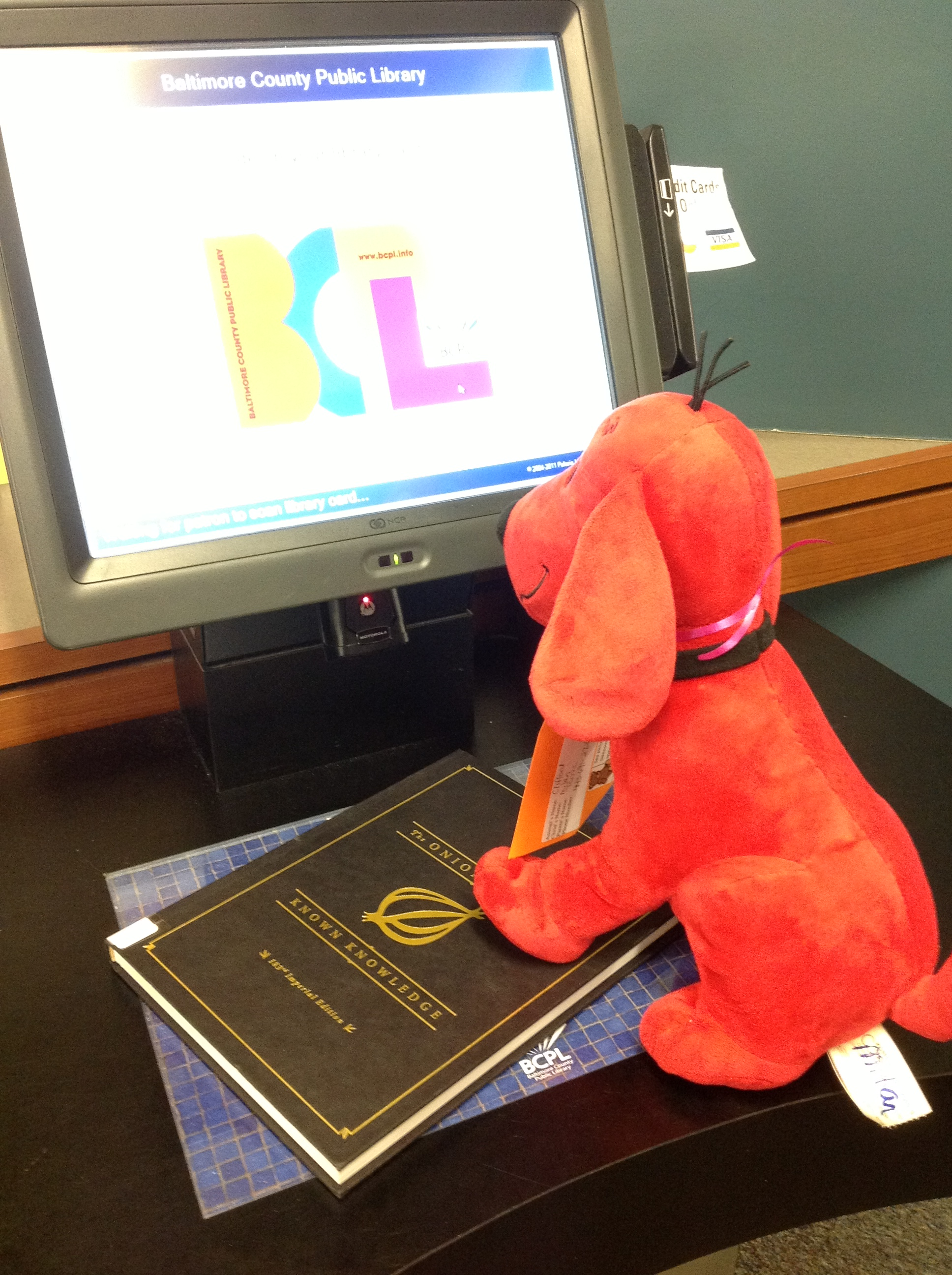
本を借りる
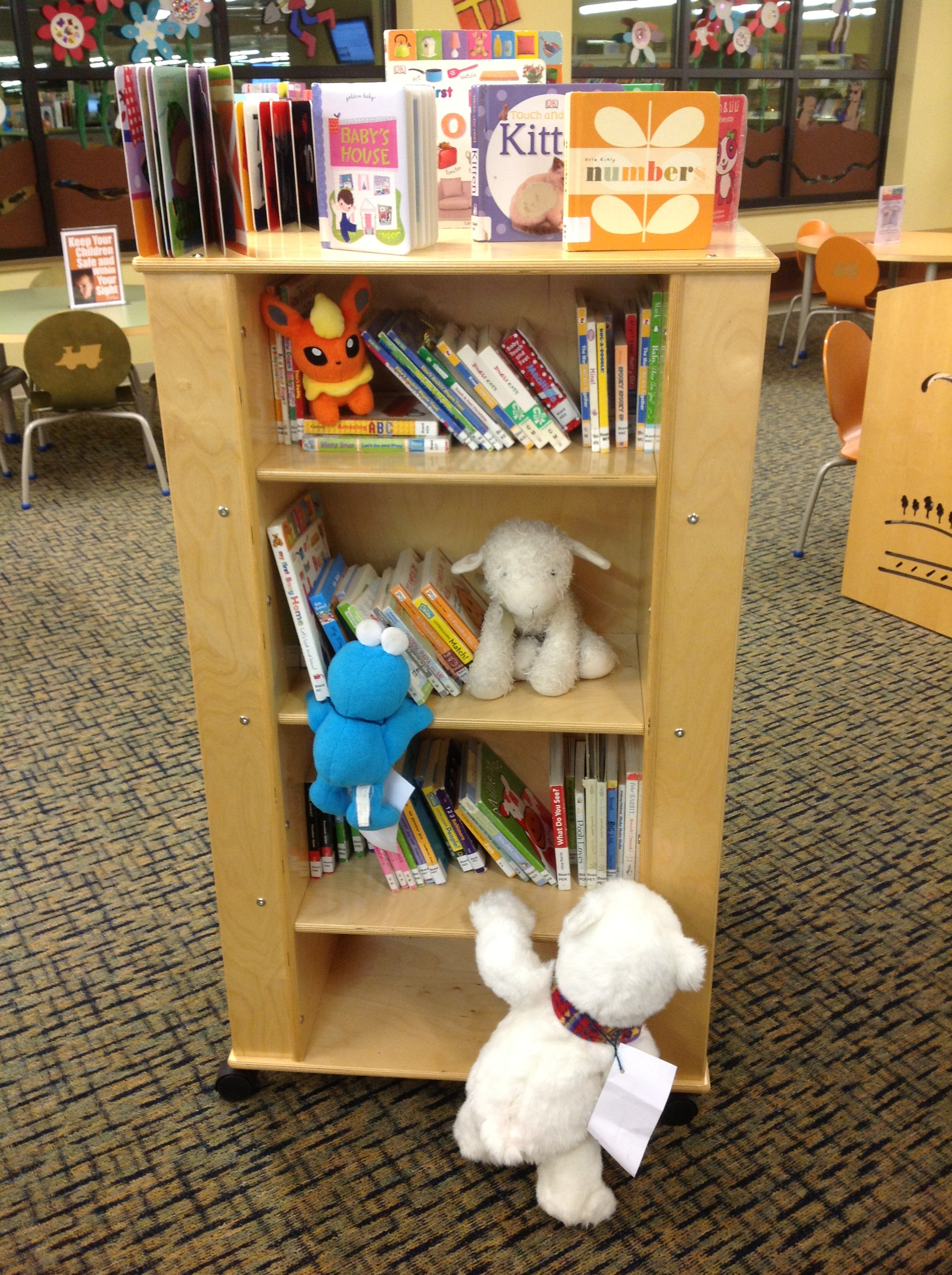
書架で遊ぶ
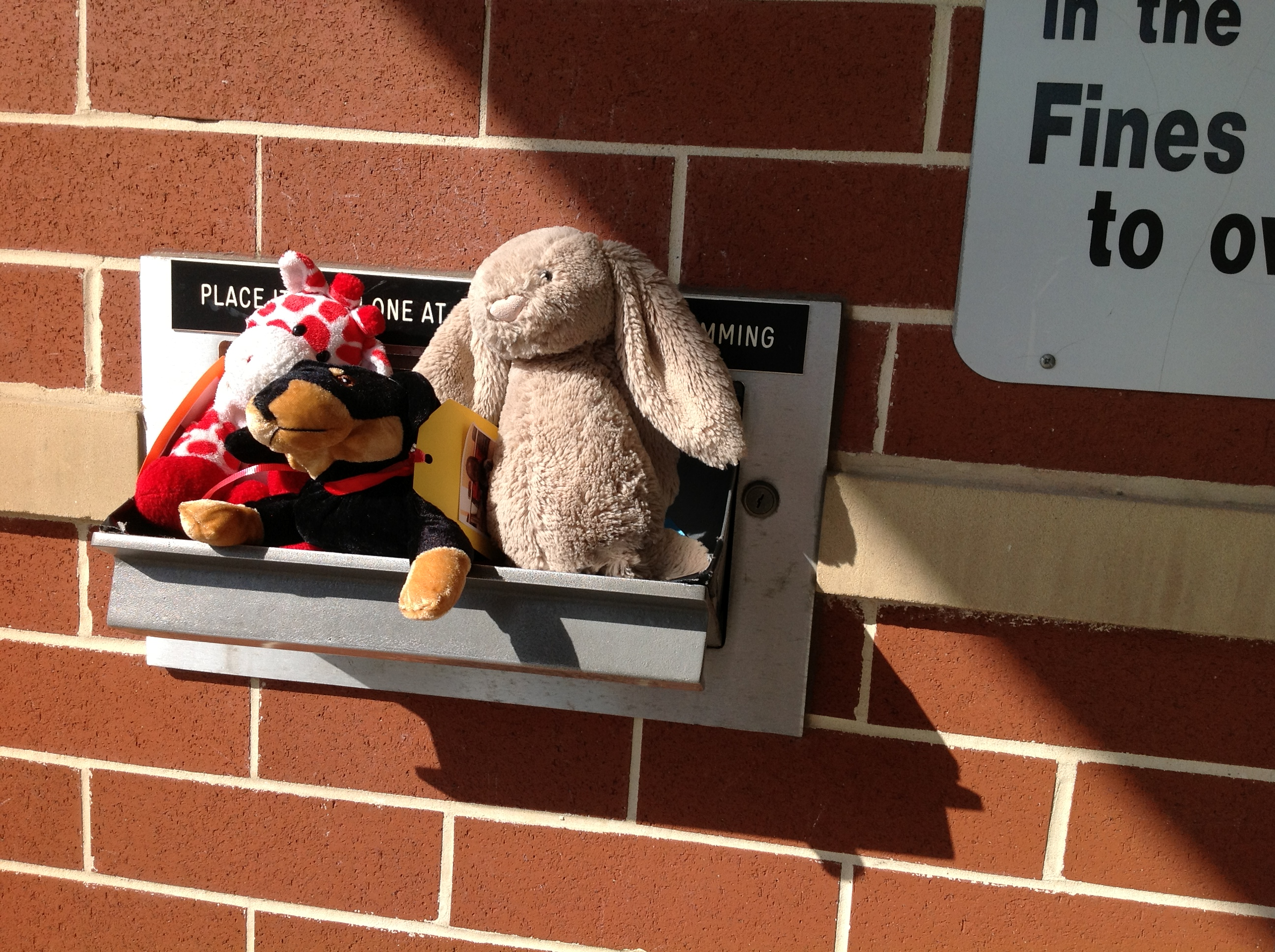
ブックポストで遊ぶ

墨田区立ひきふね図書館を拠点に活動する図書館ボランティアの墨田区ひきふね図書館パートナーズは、ぬいぐるみお泊まり会の事前準備や開催方法などについてまとめたマニュアルを2016年9月1日にFacebookで公開した。

## 開催目的
図書館がぬいぐるみお泊まり会を開催する目的は、子供たちに本を手に取ってもらう機会を作ることであり、普段読書をしない子供が、「お気に入りのぬいぐるみが選んでくれた本」だからと親しみを持ち、その本を読むことを期待している。岡山大学大学院講師の岡崎善弘らが幼稚園児を対象に実施した調査では、子どもの読書活動の促進に効果があることが示唆されたが、読書活動の促進効果は3日以内に消失することも同時に示唆された。
また、ぬいぐるみお泊まり会をきっかけとして、図書館に親しみ、来館を促すという意図もある。宝塚市立西図書館では、ぬいぐるみお泊まり会の参加条件に利用カードの取得を掲げなかったが、当日に利用カードの申し込みをする参加者がいた。

## 利点
図書館員にとっては、比較的簡単に実施できる割に、参加者の反響が大きいので良いイベントである。宝塚市立西図書館が2010年に開催した時にイベント準備で新規購入したのはデジタルカメラ用のメモリーカードくらいで、他の物品はすでにあるもので事足りたという。また、子供たちが図書館に泊まるお泊まり会とは違い、関係者全員が十分に睡眠時間を確保できる点も評価されている。
子供たちにとっては、「皆が寝静まった後に、ぬいぐるみが起き出して遊んでいるのではないか」という空想に応えてくれるイベントである。図書館がSNSなどで即時に写真を公開している場合は、子供たちが家族らとお泊まり会の様子を見守ることができ、お気に入りのぬいぐるみと離れた不安な気持ちが解消される効果がある。

## 注意点

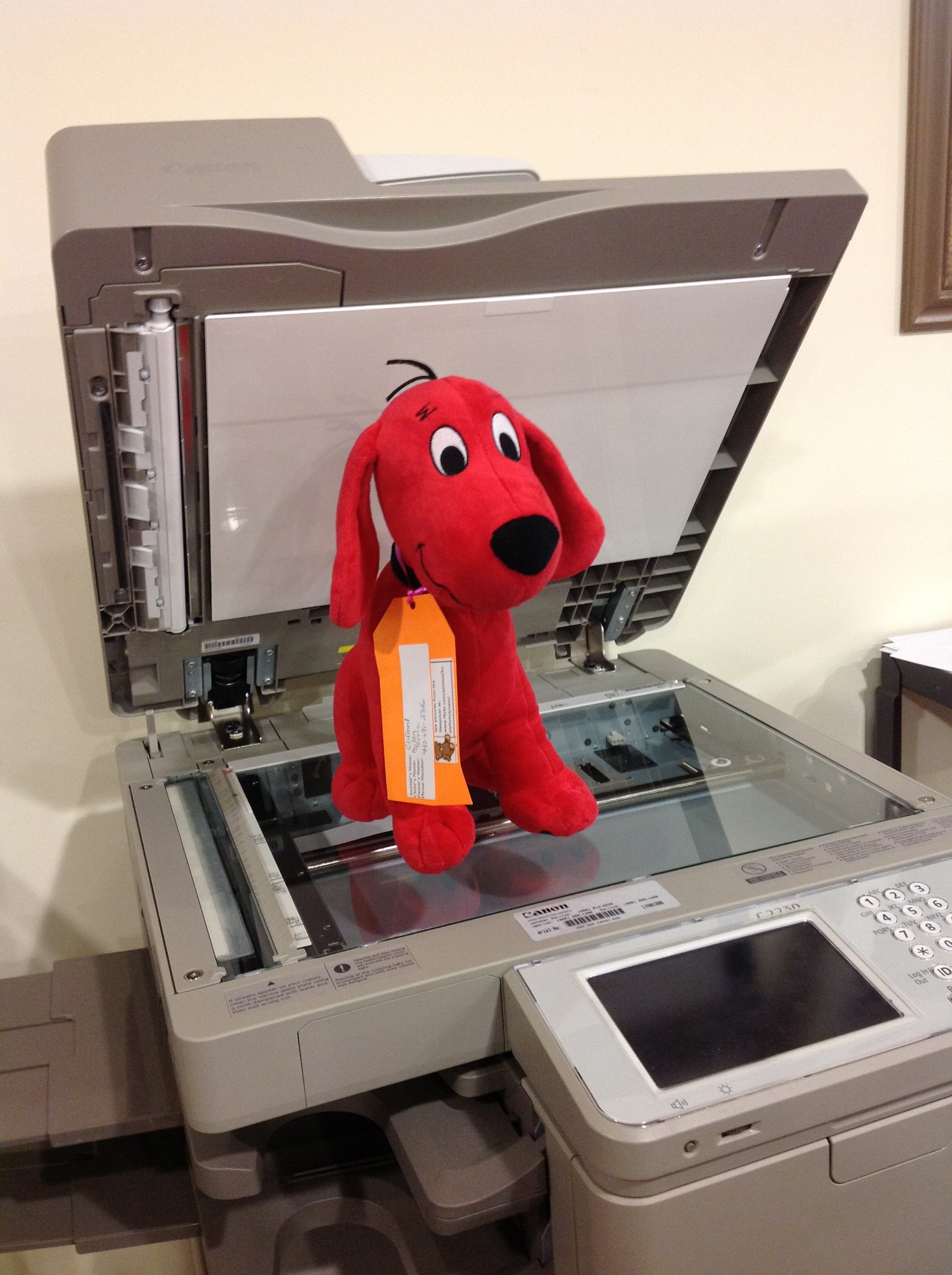
名札を付けられたぬいぐるみ

図書館員が細心の注意を払うべきは、預かったぬいぐるみの取り違えをしないことである。宝塚市立西図書館では、ぬいぐるみと持ち主を一緒に写真に撮って受付票を作成し、ぬいぐるみには持ち主から聞いた名前を書いた紙をラミネート加工し毛糸で結ぶことで区別した。ただし、子供によってはぬいぐるみに名前を付けていなかったり、友人・姉妹で同じぬいぐるみを持ち込んだりする例もあったという。
ぬいぐるみお泊まり会への参加決定や申し込みを行うのは子供本人ではなく、保護者である。申し込みをする保護者は一般に、読書活動に関心を持っており、その保護者の元で育つ子供は相対的に読書に触れやすい環境にあると考えられるため、読書活動の促進効果はそれほど高くない。
子供の読書活動の促進を期待する場合は、ぬいぐるみお泊まり会による促進効果が極めて短期間であることに注意しなければならない。促進効果を持続させる方法として、子供たちにぬいぐるみお泊まり会のことを思い出させることが有効であるという調査結果がある。小学1年生になると、空想世界と現実世界の区別ができるようになるため、ぬいぐるみお泊まり会は幼児においてのみ有効とする見解もある。

## 関連事項

### 類似イベント
発祥の地であるアメリカでは、「テディベア・ビーチトリップ」と称して、図書館員が子供たちから預かったぬいぐるみをビーチへ連れて行き、ビーチで読書するぬいぐるみを撮影するイベントが開催されている。子供たちの想像力を掻き立てることを目的としており、ぬいぐるみがビーチですることを子供たちに想像してもらうために、ビーチに関する本を図書館員が勧める。

### ぬいぐるみお泊まり会を題材とする作品
『ぬいぐるみおとまりかい』岩崎書店
2014年発刊の幼児向け絵本。風木一人の作、岡田千晶の絵。ぬいぐるみお泊まり会に参加している「くまくん」が動き出すという物語である。江戸川区立篠崎子ども図書館のぬいぐるみお泊まり会を取材した上で制作しており、同館で原画展が開催された。
『よるのとしょかんだいぼうけん』BL出版
2015年発刊の小学校低学年・中学年向け絵本。村中李衣の作、北村裕花の絵。ぬいぐるみお泊まり会に参加している「くまきち」が、絵本から飛び出したジェイミーらと大冒険をする物語である。山陽小野田市立図書館のぬいぐるみお泊まり会をモデルとしており、同館で作者の村中によるおはなし会が開かれた。